# Tenika Willison
Tenika Willison (7 de dezembro de 1997) é uma jogadora de rugby sevens neozelandesa, campeã olímpica.

## Carreira
Willison integrou a Seleção Neozelandesa de Rugby Sevens Feminino nos Jogos Olímpicos de Verão de 2020 em Tóquio, quando conquistou a medalha de ouro após derrotar a equipe francesa na final por 26–12.